# Binshua
Binshua est une localité du Cameroun située dans le département du Donga-Mantung et la Région du Nord-Ouest, à proximité de la frontière avec le Nigeria. Elle fait partie de la commune de Nkambé.

## Population
En 1970, le village comptait 1 311 habitants, dont la plupart appartenaient au clan Warr. Lors du recensement de 2005, 2 858 habitants y ont été dénombrés.

## Infrastructures
Binshua dispose d'un établissement scolaire catholique et d'une coopérative.